# Montecchio Precalcino
Montecchio Precalcino es un municipio italiano de 4.839 habitantes, en la provincia de Vicenza (región del Véneto). Queda al oeste de Torrente Astico. Su principal lugar de interés es la Villa Forni Cerato, una de las villas palladianas declaradas Patrimonio de la Humanidad por la Unesco.

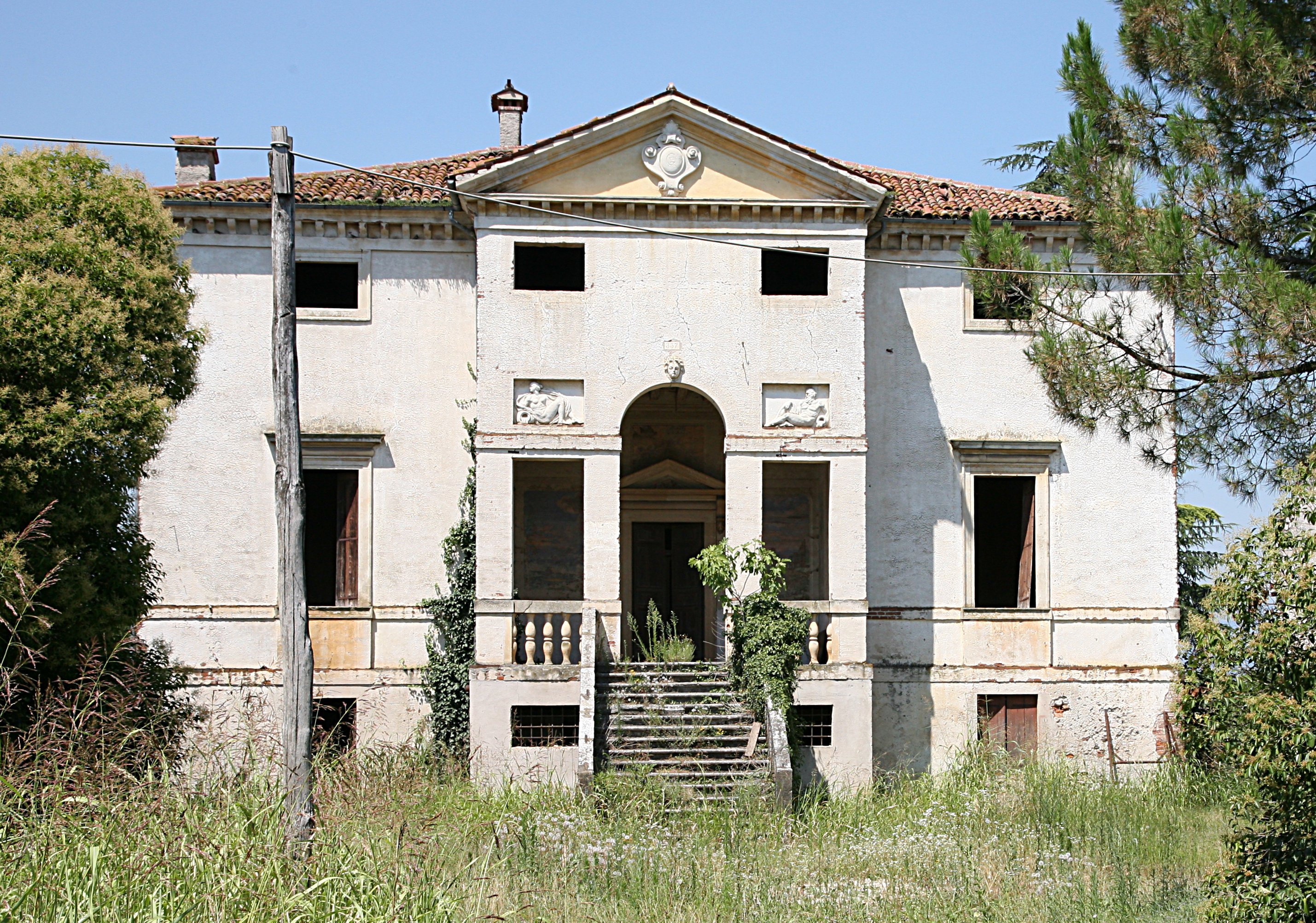
Villa Forni Cerato.

## Evolución demográfica
| Gráfica de evolución demográfica de Montecchio Precalcino entre 1861 y 2001 |
|                                                                             |
| Fuente ISTAT - elaboración gráfica de Wikipedia                             |